# Rezerwat przyrody Szachownica kostkowata w Stubnie

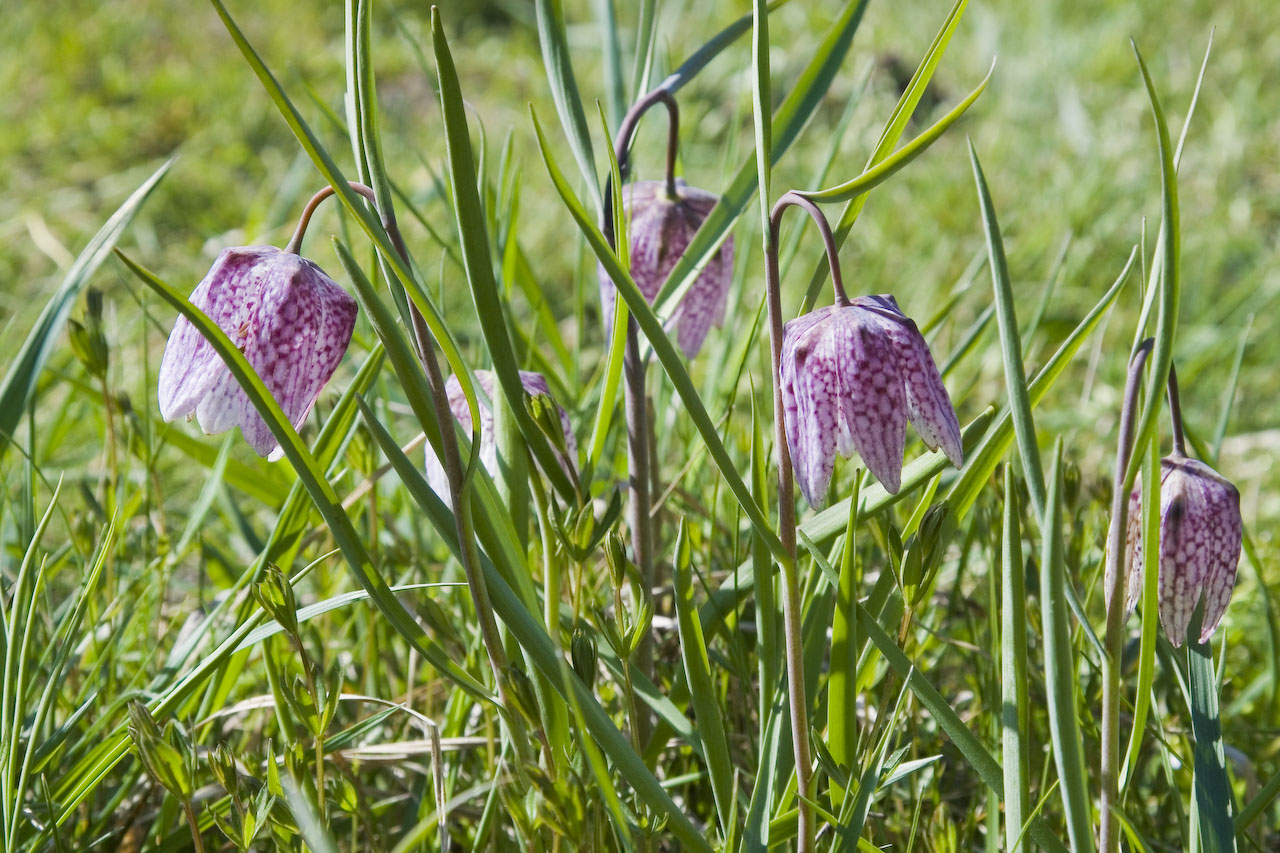
Szachownica kostkowata

Szachownica kostkowata w Stubnie – rezerwat przyrody położony w miejscowości Stubno, w gminie Stubno, w powiecie przemyskim, w województwie podkarpackim.
- numer według rejestru wojewódzkiego – 77
- powierzchnia – 14,06 ha[1] (akt powołujący podawał 13,63 ha[3])
- dokument powołujący – Dz. Urz. Woj. Podkarpackiego 01.38.642
- rodzaj rezerwatu – florystyczny[2]

- typ rezerwatu – florystyczny

- podtyp rezerwatu – roślin zielnych i krzewinek

- typ ekosystemu – łąkowy, pastwiskowy, murawowy i zaroślowy

- podtyp ekosystemu – łąk hydrofilnych

- przedmiot ochrony (według aktu powołującego) – stanowisko szachownicy kostkowatej

Rezerwat ma kształt prostokąta, zaś jego granice na całej długości przebiegają rowami melioracyjnymi. Większość powierzchni rezerwatu (83,7%) zajmuje zespół umiarkowanie wilgotnej łąki, 15,3% zajmuje turzycowisko, w którym dominuje turzyca brzegowa, resztę stanowi trzcinowisko   występujące na brzegach granicznych rowów melioracyjnych. Łąki są wykaszane raz lub dwa razy w roku, co ogranicza ekspansję traw i turzyc, dzięki czemu będąca przedmiotem ochrony szachownica kostkowata nie jest zagrożona. Na terenie rezerwatu stwierdzono występowanie około 100 gatunków roślin.
Bardzo bogata jest tutejsza awifauna – występuje tu około 200 gatunków ptaków, w tym większość rodzimych gatunków ptaków wodno-błotnych.